# Friedrich Welwitsch
Friedrich Martin Josef Welwitsch (25 de febrer de 1806 – 20 d'octubre de 1872) va ser un explorador i botànic austríac. A Angola descobrí l'extraordinària planta Welwitschia mirabilis. El seu informe va rebre l'atanció dels botànics i públic en general comparable només al descobriment de dues plantes al segle xix, anomenades Victoria amazonica i Rafflesia arnoldii.
A Angola, Welwitsch també descobrí Rhipsalis baccifera, l'única espècie de cactus que no és originària del Nou Món. Pocs anys després va ser trobada també a Sri Lanka. Es creu que aquest cactus va ser introduït i estès per ocells migradors.
Welwitsch també va descriure moltes altres plantes, per exemple Cyphostemma macropus, Tavaresia angolense, Dorstenia psilurus, Sarcocaulon mossamedense, Acanthosicyos horridus, Pachypodium namaquanum i Pachypodium lealii.

## Biografia
Friedrich Welwitsch va néixer at Maria Saal, Ducat de Caríntia, s l'Imperi austríac, dins una família acabalada. El seu cognom és d'origen eslovè (Velbič).
Estudià medicina i botànica a la Universitat de Viena però ja el 1939 abandonà l'esxercici de la medicina per dedicar-se a la botànica. Welwitsch es traslladà a Portugal on va ser director del jardí botànic, marxà a les Illes Canàries i Madeira i el 1853 a Angola, que era una colònia de Portugal, comissionat pel govern portuguès. L'octubre de 1854 es trobà amb l'explorador britànic David Livingstone. El 1859, al Desert de Namíbia al sud d'Angola descobrí Welwitschia mirabilis, que els habitants locals anomenaven Ntumboa, planta que pot viure 2.000 anys.
Welwitsch va contraure diverses malalties tropicals i tornà a Portugal el 1861, però a Londres trobà millors condicions de treball i s'hi traslladà el 1863. Treballà al Museu d'Història Natural i als Jardins de Kew catalogant i categoritzant una gran col·lecció que després Portugal va reclamar i una tercera part va passar a Portugal. A la seva tomba figura un gravat de la planta Welwítsquia.
En el seu honor una zona de Namíbia es diu. Welwitschia Plains.

## Obres
- Beiträge zur kryptogamischen Flora Unterösterreichs. In: Beiträge zur Landeskunde Österreichs, vol.4, 1834.
- Synopsis Nostochinearum Austriae inferioris. PhD Thesis, Vienna, 1836.
- Genera Phycearum Lusitanae. (=Actas da Academia das Ciências de Lisboa), Lisbon 1850.
- Apontamentos Fito-geograficos sobre a Flora da Província de Angola na Africa Equinocial. In: Anais do Conselho do Ultramarino de oct. 1858, Lisbon 1858.
- Sinopse explicativa das amostras de Madeiras e drogas medicinais (...) coligidos na provincia de Angola, e enviados a Exposição Internacional de Londres 1862. Lisbon, 1862.
- Sertum Angolense. In: Transactions of the Linnean Societyvol. XXII, London 1869.
- Notizen über die Bryologie von Portugal. In: Flora, 1872.